# Кардиле, Винченцо
Винченцо Кардиле (итал. Vincenzo Cardile; 16 апреля 1761, Савока — 3 июля 1837, Палермо) — каноник кафедрального собора Палермо.
Написал несколько поэм: «Lu Triunfu di la Paci», «Lu Spitall di li Pazzi», «L’Organu» и др., собранные под заглавием: «Lu Triunfu di la Pacid ed autri poesii» (Палермо).